# 톈야구

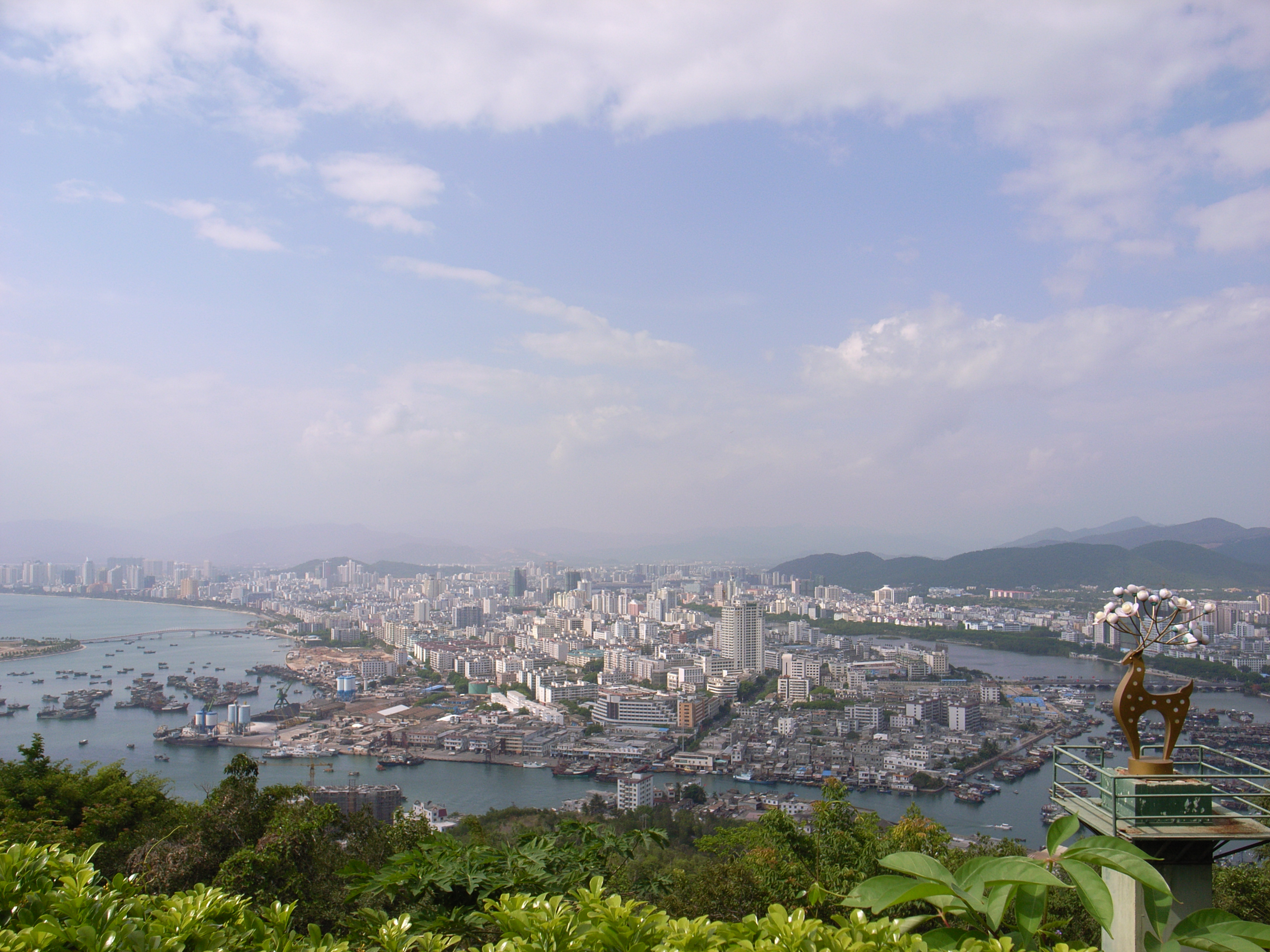

톈야구(한국어: 천애구, 중국어: 天涯区, 병음: Tiānyá Qū)는 중화인민공화국 하이난성 싼야 시의 현급 행정 구역으로 면적은 944km2, 인구는 250,000명이다. 2014년 2월에 신설되었다.

## 행정 구역
22개 사구, 30개 행정촌을 관할한다.
- 사구: 儋州村社区, 群众街社区, 建设街社区, 红旗街社区, 朝阳路社区, 友谊路社区, 机场路社区, 金鸡岭社区, 西岛社区, 榆港社区, 南海社区, 新建社区, 和平社区, 光明社区, 春园社区, 场站社区, 鸭仔塘社区, 岭北社区, 马岭社区, 回新社区, 回辉社区, 羊新社区
- 행정촌: 槟榔村, 妙林村, 海坡村, 新联村, 羊栏村, 水蛟村, 梅村村, 桶井村, 台楼村, 抱前村, 抱龙村, 立新村, 扎南村, 黑土村, 布甫村, 红塘村, 塔岭村, 文门村, 过岭村, 华村, 那受村, 那会村, 马亮村, 龙密村, 马脚村, 明善村, 雅林村, 雅亮村, 青法村、抱安村